# Hegensberg
Hegensberg ist ein Stadtteil von Esslingen am Neckar in Baden-Württemberg. Der Ort wurde erstmals 1275 urkundlich als Hegensberg in einer Kaufurkunde eines Weinbergs von Heinrich Holzhuser (später Schultheiß der Reichsstadt Esslingen) an das bayerische Kloster Kaisheim genannt und war bis 1844 Teilort von Oberesslingen im Oberamt Esslingen. Hegensberg wurde dann selbständige Gemeinde.  1938 wurde aus dem Oberamt der Landkreis Esslingen. 1914 wurde Hegensberg zu Esslingen am Neckar eingemeindet.
Zur Gemeinde gehörte bis 1913 auch der Teilort Kimmichsweiler.